# Stictoptera semilunaris
Stictoptera semilunaris är en fjärilsart som beskrevs av Embrik Strand 1917. Stictoptera semilunaris ingår i släktet Stictoptera och familjen nattflyn. Inga underarter finns listade i Catalogue of Life.